# Aéroport de Xiangyang-Luiji
L'Aéroport de Xiangyang-Luiji est un aéroport situé à Xiangyang, en Chine.